# Riparovenator
Riparovenator milnerae
Genre
Espèce
Riparovenator (« chasseur de rive ») est un genre de dinosaures Spinosauridae Baryonychinae de la période du Crétacé inférieur (Barrémien) de Grande-Bretagne ; l'espèce type est Riparovenator milnerae.

## Découverte et dénomination

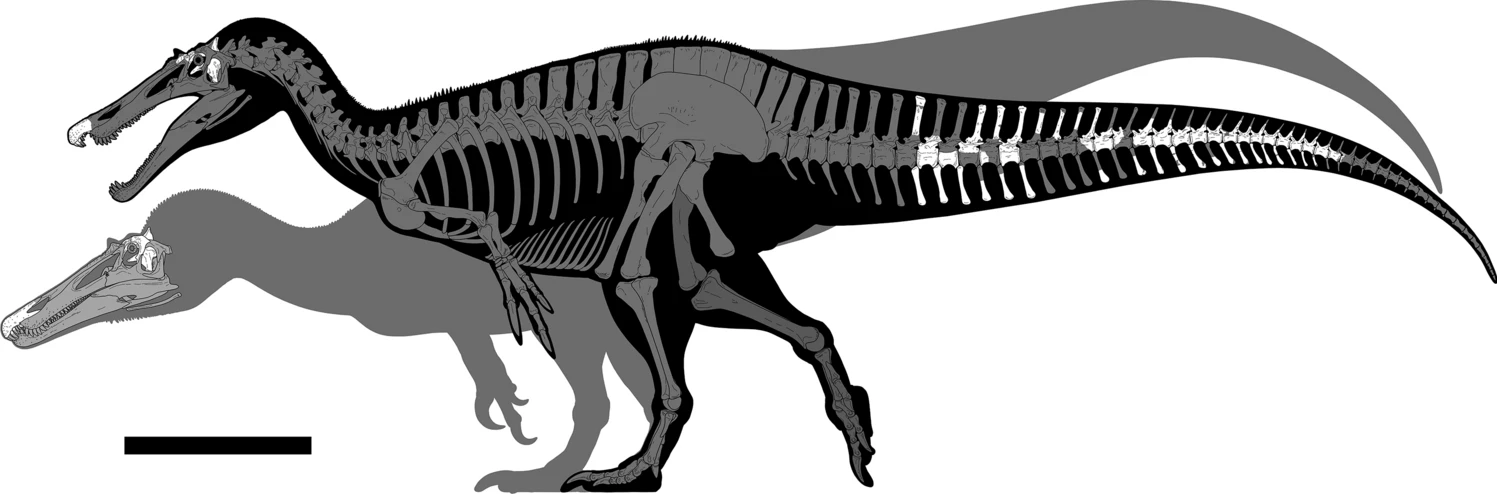
Schéma montrant le matériel connu de Riparovenator (avant) et Ceratosuchops (arrière).

Entre 2013 et 2017, des fossiles de spinosauridés ont été découverts sur la plage près de Chilton Chine avant d'être amenés à Dinosaur Isle. De tels restes avaient été généralement attribués à Baryonyx, mais on a compris récemment qu'ils représentaient deux nouvelles espèces pour la science,.

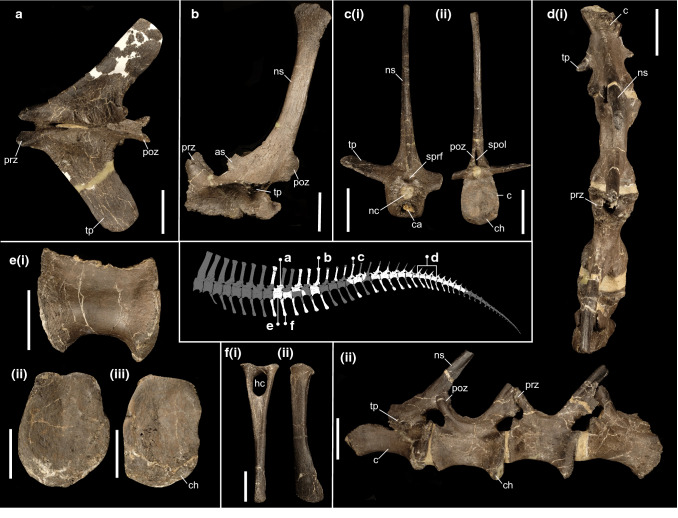
Fragments caudaux référencés.

En 2021, l'espèce type Riparovenator milnerae a été nommée et décrite par une équipe de paléontologues comprenant Barker (d), David William, Elliot Hone, Darren Naish, Andrea Cau, Jeremy AF Lockwood, Brian Foster, Claire E. Clarkin, Philipp Schneider et Neil John Gostling.
Le nom générique est dérivé du latin rīpārius, « de la rive », et vēnātor, « chasseur ». Le nom spécifique rend hommage à Angela Milner, morte en août 2021.
Les restes holotypes de ce taxon consistent en IWCMS 2014.95.6 (corps prémaxillaires), IWCMS 2014.96.1, 2 ; 2020.448.1, 2 (un crâne désarticulé) et IWCMS 2014.96.3 (un lacrymal partiel et préfrontal), qui ont tous été récupérés à partir de roches dans le Chilton Chine de la Formation de Wessex (en) . Les restes référencés comprennent un fragment nasal postérieur (IWCMS 2014.95.7) et une vaste série axiale caudale de vingt-deux vertèbres (IWCMS 2020.447.1-39), représentant une cinquantaine d'os individuels au total.

## Description

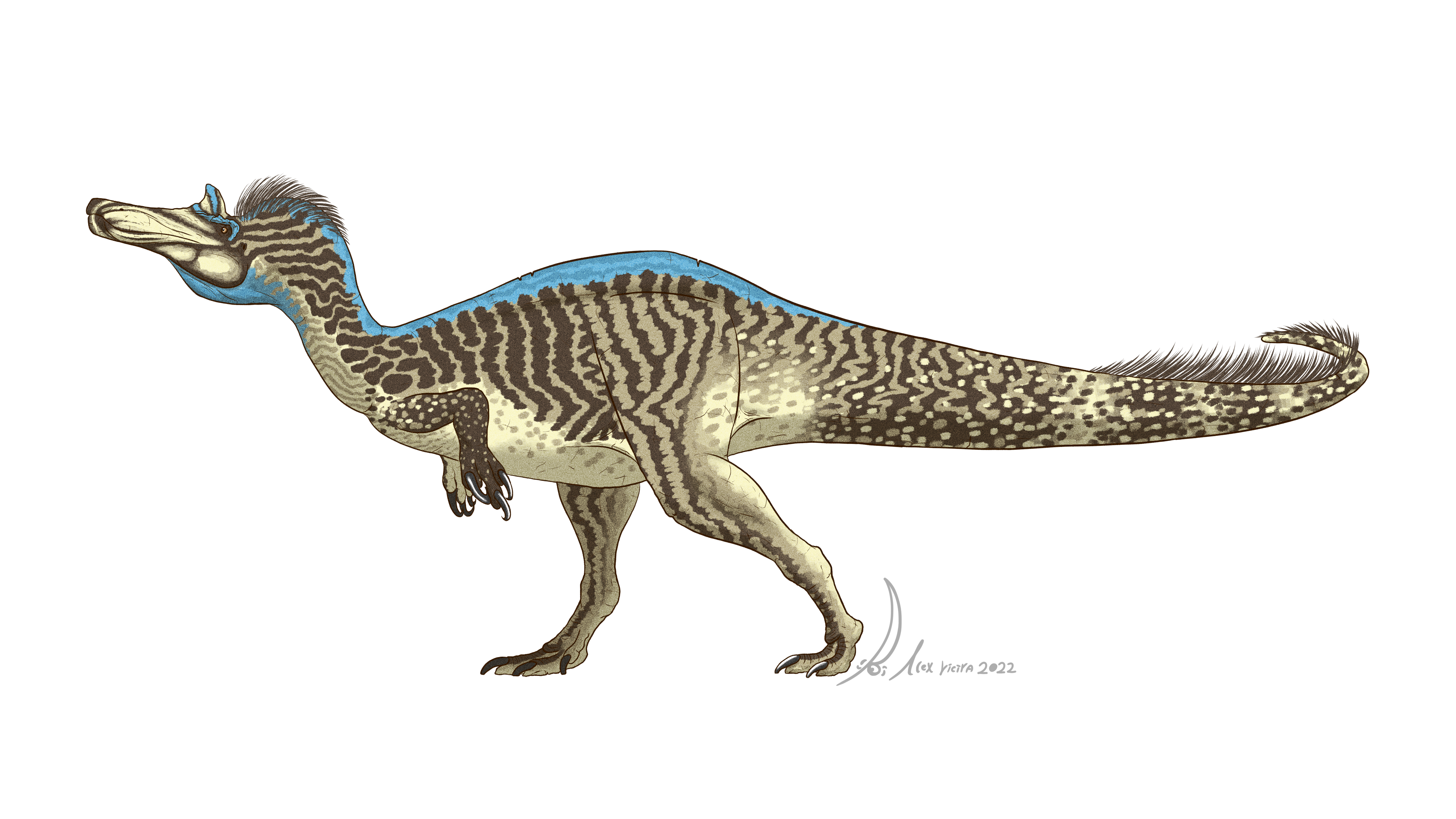
Vue d'artiste de Ripovenator.

On estime que Riparovenator a mesuré environ 8,5 mètres de longueur sur la base de la reconstruction squelettique dans l'article de description de Dan Folkes.

## Classification
En 2021, Riparovenator a été, au sein des Spinosauridae, placé dans les Baryonychinae. Les auteurs, dans une analyse cladistique, ont trouvé Riparovenator en tant que membre du clade nouvellement érigé, Ceratosuchopsini (en), étroitement lié à Suchomimus et à Ceratosuchops contemporain, son espèce sœur,.

## Paléoécologie
Riparovenator vivait dans un habitat méditerranéen sec dans la Formation de Wessex, où les rivières abritaient des zones ripariennes,. Comme la plupart des spinosauridés, il se serait nourri de proies aquatiques ainsi que d'autres proies terrestres dans ces zones,,.